# Boljare (okręg zlatiborski)
Boljare (cyr. Бољаре) – wieś w Serbii, w okręgu zlatiborskim, w gminie Sjenica. W 2011 roku liczyła 30 mieszkańców.